# Jurij Hacin
Jurij Hacin, župan Trbovelj, * 21. april 1889, Trbovlje, Avstro-Ogrska, † ?
Bil je prvi komunistični župan v Trbovljah.
Rodil se je očetu Bartolu (Jerneju) in materi Mariji (rojena Bervan oz. Brvar). Hacin se je že pred prvo svetovno vojno opredelil za socialnega demokrata. Trboveljski župan je postal leta 1921. Zaradi komunističnih nazorov je bil kmalu razrešen svoje funkcije z obrazložitvijo: »Ker ste bili izvoljeni za župana na listi Delavsko-kmečke republikanske stranke, se vaš mandat razveljavi, ker se smatra za komunističnega.«
S položaja župana je odstopil osem dni po izvolitvi. Nasledil ga je klerikalec Fran Mrcina iz Ljubljane.